# 1947 en aéronautique
Chronologie de l'aéronautique
- 1943
- 1944
- 1945
- 1946
- 1947
- 1948
- 1949
- 1950
- 1951

Cet article présente les faits marquants de l'année 1947 en aéronautique.

## Évènements

### Mars
- 10 mars : premier vol du Saab 21R, premier avion à réaction suédois.

### Avril
- 1er avril :
  - création du Groupe technique de Cannes (GTC);
  - création de la compagnie aérienne yougoslave Jugoslovenski AeroTransport (JAT) qui deviendra Jat Airways.
  - premier vol du chasseur britannique Blackburn B-48 Firecrest.
- 4 avril : création à Montréal de Organisation de l'aviation civile internationale.
- 17 avril : premier vol du Brochet MB-50 Pipistrelle.

### Mai
- 23 mai : premier vol du prototype de bombardier-torpilleur SNCAC NC.1070.
- 28 mai : premier vol de l'avion expérimental Douglas D-558-1 Skystreak à Muroc Dry Lake.

### Juin
- 17 juin : premier vol du prototype navalisé du Supermarine Attacker.
- 19 juin : le Lockheed P-80 piloté par Albert Boyd atteint la vitesse de 1 003,81 km/h[1].

### Juillet
- 2 juillet : premier vol du prototype de chasseur soviétique MiG I-310, précurseur du Mikoyan-Gourevitch MiG-15.
- 6 juillet : premier vol du Dassault Flamant.
- 8 juillet : 
  - premier vol de l'avion de transport américain Boeing 377 Stratocruiser;
  - premier vol du chasseur soviétique Yakovlev Yak-23.
- 16 juillet : premier vol du premier hydravion à réaction, le Saunders-Roe SR.A/1.
- 17 juillet : premier vol du prototype du SNCASO SO.95 Corse.
- 27 juillet : premier vol du premier bombardier à réaction soviétique, le Tupolev Tu-12.

### Août
- 14 août : création de la Royal Pakistan Air Force.
- 20 août : le Douglas D-558-I bat le record du monde de vitesse aux mains de Turner F. Caldwell à la vitesse de 1 030 km/h.
- 23 août : Roy Chadwick (54 ans) trouve la mort dans l'accident du prototype Avro Tudor 2. Dirigeant depuis 1911 le bureau d'études Avro, il avait en particulier dessiné l'Avro 504 et dirigé le développement du Lancaster.
- 25 août : nouveau record de vitesse pour le D-558-I qui atteint 1 047 km/h aux mains de Marion E. Carl[2].
- 29 août : premier vol du prototype de bombardier-torpilleur bimoteur Nord 1500 Noréclair.
- 31 août : premier vol de l'avion soviétique Antonov An-2.

### Septembre
- 2 septembre : premier vol de l’avion de chasse britannique Hawker Sea Hawk.
- 18 septembre : création de la United States Air Force qui devient ainsi indépendante de l'United States Army.
- 22 septembre : un Douglas C-54 Skymaster traverse l’Atlantique piloté par radio, avec 14 hommes à bord.

### Octobre
- 1er octobre : premier vol du prototype du chasseur à ailes en flèche F-86 Sabre.
- 10 octobre : premier vol de l'appareil de recherches Arsenal O-101.
- 14 octobre : Chuck Yeager devient le premier pilote américain à franchir le mur du son en palier, à bord de son appareil, un Bell X-1 en atteignant la vitesse de Mach 1,06 (1 126 km/h) à 12 800 m d'altitude.
- 21 octobre : premier vol de l'aile volante Northrop YB-49.

### Novembre
- 2 novembre : premier et dernier vol de l'hydravion géant Hughes H-4 Hercules au-dessus du port de Los Angeles.

### Décembre
- 17 décembre : premier vol du prototype de bombardier américain Boeing XB-47 Stratojet.